# Єлизавета Гессен-Кассельська (1861—1955)
Єлизавета Гессен-Кассельська (нім. Elisabeth von Hessen-Kassel), повне ім'я Єлизавета Шарлотта Александра Марія Луїза Гессен-Кассельська (нім. Elisabeth Charlotte Alexandra Maria Luisa von Hessen-Kassel); 13 червня 1861, Копенгаген, Данія — 7 січня 1955, Дессау, НДР) — принцеса Гессен-Кассельська з Гессенського дому, донька титулярного ландграфа Гессен-Касселю Фрідріха Вільгельма та прусської принцеси Анни, дружина спадкоємного принца Ангальту Леопольда.

## Біографія
Єлизавета народилася 13 червня 1861 року у Копенгагені. Була другою дитиною та старшою донькою в родині принца Гессен-Кассельського Фрідріха Вільгельма та його другої дружини Анни Прусської. Мала старшого брата Фрідріха Вільгельма, за два роки з'явився молодший — Александр Фрідріх. Їхня тітка Луїза у 1863 році стала королевою-консортом Данії.
Мешкало сімейство в одному з палаців Копенгагену. Відносини між батьками були ввічливими, але емоційно далекими. Їхня оселя була відома як популярний салон, де бували відомі данські митці, у тому числі, Ганс Крістіан Андерсен. 
Після дансько-прусської війни 1864 року родина переселилася до Німеччини. У їхньому володінні перебували палац Вільгельмсхьое у Касселі, замок Румпенгаймер в Оффенбасі та маєток Панкер поблизу Лютенбурга у Шлезвігу, де вони також радо вітали діячів мистецтва. Там народився найменший брат Єлизавети, Фрідріх Карл, та сестри Марія Поліксена й Сибілла Маргарита. У 1875 році Фрідріх Вільгельм успадкував титул ландграфа Гессен-Касселя. Втім, землі ландграфства від 1866 року були окуповані Пруссією. 

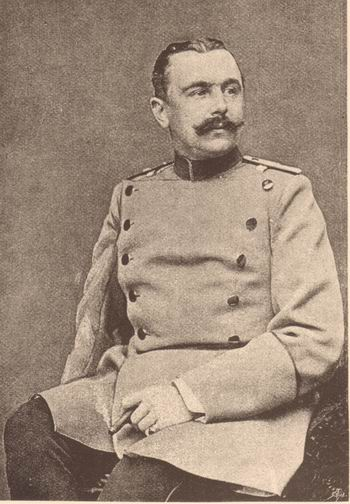
Леопольд Ангальтський

Єлизавета вважалась можливою нареченою для сина королеви Вікторії, Леопольда. Британський принц бажав із нею познайомитися, оскільки чув про добру репутацію дівчини. Однак, після їхньої зустрічі у листопаді 1879 року, розмова про шлюб не підіймалася. Наступного року сімейство переїхало до замку Філіпсруе поблизу Ганау.
У грудні 1883 року принцеса заручилася зі спадкоємним принцом Ангальту Леопольдом. Наречений був старшим сином правлячого герцога Ангальту Фрідріха I. Перед цим він намагався здобути руку онуки королеви Вікторії, 17-річної Вікторії Прусської, однак йому було відмовлено.

У віці 22 років Єлизавета взяла шлюб із 28-річним Леопольдом Ангальтським. Пишна весільна церемонія відбулася 26 травня 1884 року у замку Філіпсруе. Імператриця Росії Марія Федорівна, кузина Єлизавети, писала про цю подію: 
|  | «Все було влаштовано з неймовірним шумом і помпою, зібрався весь Готський альманах, не встигли ми приїхати, як відразу ж пішли процесією через весь палац до великого залу, обладнаного під церкву, де і проходила церемонія одруження... Наречена була красива й абсолютно не ніяковіла. Мені здається, що вона дуже задоволена, що залишає батьківський дім. Я б прийшла у відчай, якби мені довелося виходити заміж таким чином. У мене не виникло ніяких релігійних почуттів в цьому залі. Так, клятва була красивою, але ніяких молитов, більше нічого. Я б після такої церемонії не відчула б і не повірила б, що вийшла заміж.» |

З нагоди одруження була випущена пам'ятна срібна медаль, на аверсі якої був зображений портрет принца Леопольда та Єлизавети, що дивляться вправо і напис по колу «Leopold erbprinz v. Anhalt Elisabeth prinzessin v. Hessen», а на реверсі — під однією короною два герба герцогств Ангальт-Дессау та Гессен, пов'язані стрічкою з датою «26 травня 1884».
Наступного року після весілля народилася єдина донька подружжя, яку назвали на честь матері Леопольда. У лютому 1886 року Леопольд рапотово помер у Каннах. Єлизавета більше не одружувалася. У 1909 році вона видала доньку заміж за принца Фрідріха цу Шаумбург-Ліппе.
Пішла з життя у похилому віці, 7 січня 1955 року в Дессау. Похована в Дессау на цвинтарі Цибік.

## Родина
Чоловік — Леопольд Ангальтський
Діти:
- Антуанетта (1885—1963) — дружина принца цу Шаумбург-Ліппе Фрідріха, мала двох синів.

## Нагороди
- Великий хрест ордену Святої Катерини (Російська імперія) (14 травня 1883).